# Zelandotipula longitarsis
Zelandotipula longitarsis är en tvåvingeart som först beskrevs av Pierre Justin Marie Macquart 1846.
Zelandotipula longitarsis ingår i släktet Zelandotipula och familjen storharkrankar. Inga underarter finns listade i Catalogue of Life.